# Cirsium eriophoroideum
Cirsium eriophoroideum là một loài thực vật có hoa trong họ Cúc. Loài này được (Hook.f.) H.Lév. mô tả khoa học đầu tiên năm 1916.